# Arthur Mendes
Arthur Franklin Mendes Filho (Cáceres, 7 de setembro de 1993) é um nadador brasileiro.

## Trajetória esportiva
No Campeonato Mundial Júnior de Natação de 2011, realizado em Lima, Arthur ganhou uma medalha de bronze nos 100 metros nado borboleta.
Nos Jogos Pan-Americanos de 2015 em Toronto, no Canadá, Arthur ganhou a medalha de ouro no revezamento 4×100 metros medley, onde ele quebrou o recorde do Pan com o tempo de 3m32s68, junto com Guilherme Guido, Felipe França e Marcelo Chierighini. Ele também terminou em sétimo lugar nos 100 metros borboleta.
No Campeonato Mundial de Esportes Aquáticos de 2015, Arthur terminou em décimo lugar nos 4x100 metros medley, junto com Guilherme Guido, Felipe Lima e Marcelo Chierighini, e 24º lugar na prova dos 100 metros borboleta.